# Michael Welch
Michael Alan Welch (ur. 25 lipca 1987 w Los Angeles, Kalifornia) – amerykański aktor filmowy, występował w roli Mike’a Newtona w filmie Zmierzch oraz Luke’a Girardi w serialu Joan z Arkadii.

## Życiorys
Urodził się w Los Angeles. Jego ojciec miał korzenie irlandzkie i angielskie, a matka była pochodzenia żydowskiego.
Swoją karierę zaczął od gry w takich serialach jak Frasier czy Strażnik Teksasu. W 1998 pojawił się w filmie Star Trek IX: Rebelia grając Artim'a. Jedną z jego znaczących ról była postać Luke’a Girardi w Joan z Arkadii. Oprócz tego pojawił się gościnnie w wielu serialach takich jak Agenci NCIS, CSI: Kryminalne zagadki Miami, CSI: Kryminalne zagadki Las Vegas, Bez śladu, Zwariowany świat Malcolma, Gwiezdne wrota, Siódme niebo oraz Dotyk anioła. W 2008 roku wcielił się w postać Mike’a Newtona w Zmierzchu, adaptacji światowego bestsellera Stephenie Meyer.

## Filmografia
Filmy fabularne
- Saga „Zmierzch”: Przed świtem – część 1 (Twilight Saga: Breaking Dawn − part 1) (2011) jako Mike Newton
- Saga „Zmierzch”: Zaćmienie (Twilight Saga: Eclipse) (2010) jako Mike Newton
- Lost Dream (2009) jako Perry
- Grind, The (2009) jako Josh
- Saga „Zmierzch”: Księżyc w nowiu (Twilight Saga: New Moon) (2009) jako Mike Newton
- Dzień żywych trupów (Day of the Dead) (2008) jako Trevor
- American Son (2008) jako Goldie
- Zmierzch (Twilight) (2008) jako Mike Newton
- Thacker Case (2008) jako Kevin Thacker
- My Suicide (2008) jako Earl
- American Crime (2007) jako Ricky Hobbs
- Choose Connor (2007) jako Max
- Wszyscy kochają Mandy Lane (All the Boys Love Mandy Lane) (2006) jako Emmet
- Odmienne stany moralności (United States of Leland) (2003) jako Ryan Pollard
- Aniołek (Angel Doll) (2002) jako Mały Jerry Barlow
- Ballad of Lucy Whipple (2001) jako Butte Whipple
- Niebo czy ziemia (Delivering Milo) (2001) jako Owen
- Straight Right (2000) jako Joey Geddes
- Miłość pośród lasów (Personally Yours) (2000) jako Sam Stanton
- Star Trek IX: Rebelia (1998) jako Artim

Seriale telewizyjne
- Wzór (Numb3rs) (2005) jako Kyle Clippard (gościnnie)
- Joan z Arkadii (Joan of Arcadia) (2003–2005) jako Luke Girardi
- Dowody zbrodni (Cold Case) (2003) jako Daniel - 1972 (gościnnie)
- Agenci NCIS (Navy NCIS: Naval Criminal Investigative Service) (2003) jako Kody Meyers (gościnnie)
- Ptaki Nocy (Birds of Prey) (2002–2003) jako Chłopak (2002) (gościnnie)
- CSI: Kryminalne zagadki Miami (CSI: Miami) (2002) jako Shane Partney (gościnnie)
- Bez śladu (Without a Trace) (2002–2009) jako Lance (gościnnie)
- Bez pardonu (District, The) (2000–2004) jako Christian Gilroy (gościnnie)
- Zwariowany świat Malcolma (Malcolm in the Middle) (2000–2006) jako Josh (2001) (gościnnie)
- CSI: Kryminalne zagadki Las Vegas (CSI: Crime Scene Investigation) (2000) jako Todd Branson (2002)(gościnnie)
- Shasta McNasty (1999–2000) jako Jeff (gościnnie)
- Potyczki Amy (Judging Amy) (1999–2005) jako Mike Amble (2001) (gościnnie)
- Norman w tarapatach (Norm Show, The) (1999–2001) jako Jimmy (1999) (gościnnie)
- Zalotnik w akcji (Ladies Man) (1999) jako Kyle (2000) (gościnnie)
- Jej cały świat (Jesse) (1998–2000) jako Gabe (1999) (gościnnie)
- Oni, ona i pizzeria (Two Guys, a Girl and a Pizza Place) (1998–2001) jako Michael Rush (1998, 1999) (gościnnie)
- Gwiezdne wrota (Stargate SG-1) (1997–2007) jako młody Jack O’Neill (gościnnie)
- Sekrety Weroniki (Veronica's Closet) (1997–2000) jako Aaron (1998) (gościnnie)
- Siódme niebo (7th Heaven) (1996–2007) jako Donovan Birbeck (gościnnie)
- Kameleon (Pretender, The) (1996–2000) jako Eric Gantry (2000) (gościnnie)
- The Drew Carey Show (1995–2004) jako Skaut nr 1 (gościnnie)
- Dotyk anioła (Touched by an Angel) (1994–2003) jako Robbie McGregor (gościnnie)
- Szpital Dobrej Nadziei (Chicago Hope) (1994–2000) jako Lama Topa Rinpoche (1998) (gościnnie)
- Z Archiwum X (X Files, The) (1993–2002) jako Trevor (2001)
- Strażnik Teksasu (Walker, Texas Ranger) (1993–2001) jako Adam Crossland (1999) (gościnnie)
- Frasier (1993–2004) jako młody Niles (1998) (gościnnie)